# 团结水库 (穆棱)
- 關於与团结水库同名的其它條目描述，請見「团结水库」。
- 關於与共和水库同名的其它條目描述，請見「共和水库」。

团结水库，又称共和水库、六峰湖，位于中华人民共和国黑龙江省穆棱市南部共和乡境内，是穆棱河上游的一座中型水库。水库工程于1981年竣工，1985年通过验收并投入运行。水库具有防洪、灌溉、发电、养鱼、旅游等综合利用功能。坝址以上集水面积445平方千米，总库容8630万立方米，相应水面面积6.9平方千米。水库大坝为黏土心墙土石混合坝，长280米，最大坝高35.5米。坝后式电站装机容量750千瓦。设计灌溉面积1.2万公顷团结水库位于穆棱河干流上游森林腹地，四周峰峦叠嶂，森林茂密，已建立六峰湖生态旅游区和省级自然保护区。